# Kakrima
Der Kakrima ist ein rechter Nebenfluss des Konkouré im westafrikanischen Guinea.

## Verlauf
Der Fluss hat seine Quelle im Fouta Djallon, bei der Stadt Labé. Er fließt zunächst in westliche Richtung. Später schwenkt er nach Südwesten und bildet die Grenze zwischen der Region Mamou und der Region Kindia. Der Kakrima mündet schließlich in den zum Souapiti-Stausee aufgestauten Konkouré.

## Hydrometrie
Der Abfluss des Kakrima wurde über die Jahre 1988 bis 2000 an der Pegelmessstation „Kaba“, etwa 35 km oberhalb der Mündung, in m³/s gemessen.